# Joseph-Calixte Marquis
Pour les articles homonymes, voir Marquis (homonymie).
Mgr Joseph-Calixte Marquis (14 octobre 1821 - 14 décembre 1904) est un prêtre, un vicaire et un professeur canadien qui fonda plusieurs paroisses des Cantons de l'Est ainsi qu'un ordre religieux.

## Biographie
Né à Québec le 14 octobre 1821, il est fils de David Marquis et d'Euphrosine Goulet. Ordonné à Québec le 21 décembre 1844, il fut professeur de physique au séminaire de Québec. En 1845, il est vicaire à Saint-Grégoire, puis en 1852 il est curé de Saint-Pierre-Célestin. 
Il est le fondateur de 12 paroisses dans les cantons de l'Est et de la communauté des sœurs de l'Assomption de la Sainte Vierge dans le diocèse des Trois-Rivières. Il séjourne à Rome de 1882 à 1885. Il est nommé chanoine chanoine de la basilique de Notre-Dame de Lorette.
En récompense de ses nombreux services, le pape Léon XIII le nomma protonotaire apostolique ad instar. Il meurt le 14 décembre 1904 âgé de 83 ans.